# Mupy
Mupy é uma bebida à base de leite de soja com suco de frutas, produzida pela empresa brasileira Agronippo.
Lançada originalmente com o nome de Mamy, a bebida foi rebatizada como Mupy na década de 1990.

## Histórico
Fundada em 1971 por uma família de imigrantes japoneses, a Agronippo foi uma das pioneiras na produção de bebidas à base de leite de soja. Para adaptar o produto ao gosto do consumidor brasileiro, Mikio Uchinaka acrescentou suco de frutas à fórmula. Lançada originalmente com o nome de Mamy, a bebida foi rebatizada com o nome de Mupy na década de 1990 em um concurso cultural onde os ganhadores foram dois jovens de 10 e 14 anos de Mogi das Cruzes - SP.
Originalmente, Mupy era vendido em pequenos sacos de polietileno de baixa densidade (PEBD). Em 2006, passou a ser embalado também em caixas Tetra Pak, o que aumentou o prazo de validade e permitiu maior distribuição em outros estados do Brasil. Em 2009, foi lançada a embalagem de 1 litro. Depois de adotar o slogan "Puro & Divertido", a marca renovou sua identidade visual em 2013, com personagens criados pela designer australiana Yunyeen Yoon.
A bebida pode ser encontrada nos sabores laranja, abacaxi, limão, maçã, maracujá, morango e uva.

## Cultura
A bebida é popular no público otaku. Essa associação se origina da presença da marca Mupy no Anime Friends. A marca é uma das mais apontadas pelos frequentadores do evento como um de seus patrocinadores, apesar de na verdade o patrocínio ser da distribuidora da bebida, a Umai. O Mupy também é vendido em outros eventos destinados ao público adolescente, como o CosRock Fest.